# 瓦莱达波卡
瓦莱达波卡是葡萄牙布拉干萨区的一个堂区。总面积17.23平方公里，总人口349人，人口密度20.3人/平方公里。